# Hekataios von Milet
Hekataios von Milet (altgriechisch Ἑκαταῖος ὁ Μιλήσιος, lateinisch Hecataeus), Sohn des Hegesandros, war ein antiker griechischer Geschichtsschreiber und Geograph. Er wirkte in Milet im Zeitraum von ca. 560 bis 480 v. Chr.
In der Antike wie auch heute wurde und wird Hekataios von Milet häufig mit Hekataios von Abdera verwechselt, der ungefähr zwei Jahrhunderte nach ihm lebte und neben geschichtlichen auch Werke über Homer und Hesiod verfasst hat.

## Leben und Werk

Rekonstruktion der Weltkarte des Hekataios: Der „Ozean“ umgibt die „flache Erde“

Zur Zeit des Ionischen Aufstandes von 500 v. Chr. bis 494 v. Chr. wird Hekataios von Herodot als warnender politischer Ratgeber geschildert. Der in der Spätzeit der römischen Republik schreibende Diodor berichtet, dass er nach der Niederschlagung dieses Aufstandes einer der Botschafter war, die den persischen Satrapen Artaphernes dazu überredeten, den ionischen Städten ihre alte Rechtsordnung zurückzugeben.
Nach eigenen Angaben unternahm Hekataios im Laufe seines Lebens zahlreiche Forschungsreisen nach Europa, Asien und Ägypten. Seine praktisch erworbenen geografischen Kenntnisse erlaubten es ihm, die nicht mehr erhaltene Erdkarte von Anaximander so wesentlich zu verbessern, dass spätere antike Quellen behaupteten, „dass es ein Wunder zu nennen sei“. Andere Experten dagegen schreiben ihm zu, die vorhandene Weltkarte vor allem durch seine umfangreichen Kommentierungsarbeiten aufgewertet zu haben.
Er verfasste eine geografisch und historisch für die damalige Zeit recht exakte Reisebeschreibung, die Periegesis (Περιήγησις „Umriss“) der ihm bekannten Erde. Er begründete damit eine im antiken Griechenland noch oft gepflegte Literaturgattung. Sein in etwa 300 Bruchstücken erhaltener, rein deskriptiver Bericht wurde von Herodot häufig zitiert.
Weiterhin schuf er mit dem aus vier Büchern bestehenden Werk, das später als Genealogiai (griechisch Γενεαλογίαι) bekannt wurde, das älteste erhaltene griechische Geschichtsbuch. Er markiert damit den Anfang einer Geschichtsschreibung, für deren Existenz ein historisches Bewusstsein, das auf dem Fundament einer Raum-Zeit-Erkenntnis fußt, erst gebildet werden musste. In seinem Geschichtswerk sind jedoch erste vorsichtige Ansätze einer rationalen Überprüfung des Wahrheitsgehaltes altehrwürdiger mythischer Traditionen anzutreffen. Keineswegs stellt er alle Inhalte oder gar die Tradition der Mythen in Frage, allerdings versucht er das Märchenhafte, Übertriebene, Unwahrscheinliche in ihnen zu entlarven. Letztendlich bleibt seine Kritik oberflächlich und eine Unterscheidung von Fiktion und historischen Fakten bleibt seinem Unterfangen noch versagt. Dennoch steht er am Beginn einer rationalistischen Betrachtungsweise, die ihre Fortsetzung in den Werken von Herodot und vor allem Thukydides fand. Deutlich wird das Neue in seinem Streben auch dadurch, dass er sich anstelle einer gebundenen Lyriksprache einer ungebundenen Prosa im ionischen Dialekt bedient.
Hekataios ist einer der ersten klassischen Autoren, die das Volk der Kelten in ihren Schriften erwähnten (siehe auch Nyrax).

## Rezeption
In der Forschung ist bis heute umstritten, wie die Beziehung zwischen Hekataios’ Schriften und den Historien des Herodot zu bewerten ist. Den Quellen zufolge sollen beide Gelehrte ausgedehnte Reisen in das antike Vorderasien und nach Nordafrika unternommen haben und das dabei gewonnene Wissen in ihre geographischen Schriften eingefügt haben. Ob diese Aussagen in allen Punkten zutreffend sind, kann nicht eindeutig beantwortet werden.
Hinsichtlich der angeblich rationalen Geschichtsdarstellung behaupten manche Gelehrte, Hekataios habe die Erzählungen Homers für in allen Punkten glaubwürdige Dokumente gehalten.
Er wurde von Thukydides abwertend zu den sogenannten Logographen, den Vorläufern der Geschichtsschreibung und Geografie, gezählt. Die moderne Forschung betont hingegen, dass die kritische Grundhaltung des Hekataios für die Entwicklung der späteren Historiographie von großer Bedeutung war.
Der Mondkrater Hecataeus, der sich in der Region südöstlich des Mare Fecunditatis und nordwestlich des Mare Australe befindet, wurde nach Hekataios benannt.

## Textausgaben
- Rudolf Heinrich Klausen (Hrsg.): Hecataei Milesii fragmenta. Scylacis Caryandensis Periplus. G. Reimer, Berlin 1831 (archive.org – Digitalisat).
- Karl Müller, Theodor Müller (Hrsg.): Fragmenta historicorum Graecorum. Band 1. Paris 1841.
- Karl Müller, Theodor Müller (Hrsg.): Fragmenta historicorum Graecorum. Band 4. Paris 1851.
- Giuseppe Nenci (Hrsg.): Hecataei milesi Fragmenta (= Biblioteca di studi superiori XXII. Filologia Greca). Florenz 1954.
- Felix Jacoby (Hrsg.): Die Fragmente der griechischen Historiker. Genealogie und Mythographie: A. Vorrede, Text, Addenda, Konkordanz. Band 1,1. Leiden 1957.
- Felix Jacoby (Hrsg.): Die Fragmente der griechischen Historiker. Genealogie und Mythographie: B. Kommentar, Nachträge. Band 1,2. Leiden 1957.
- Robert Fowler (Hrsg.): Early Greek mythography. Text. Band I. Oxford 2000, ISBN 0-19-814740-6.